# Edge East Side Tower
Der EDGE East Side Tower Berlin (Eigenschreibweise: EDGE East Side Berlin), auch bekannt als Amazontower, ist ein Bürohochhaus im Berliner Ortsteil Friedrichshain des Bezirks Friedrichshain-Kreuzberg. Der 142 m hohe Turm mit markanter Fassadenstruktur entstand am südlichen Ende der Warschauer Brücke. Die Errichtung erfolgte von der endgültigen Baugenehmigung im November 2019 bis zur Bauabnahme Ende 2023. Nach der Fertigstellung des Innenausbaus wurde der Turm dann im März 2025 eröffnet.

## Planung und Ausführung

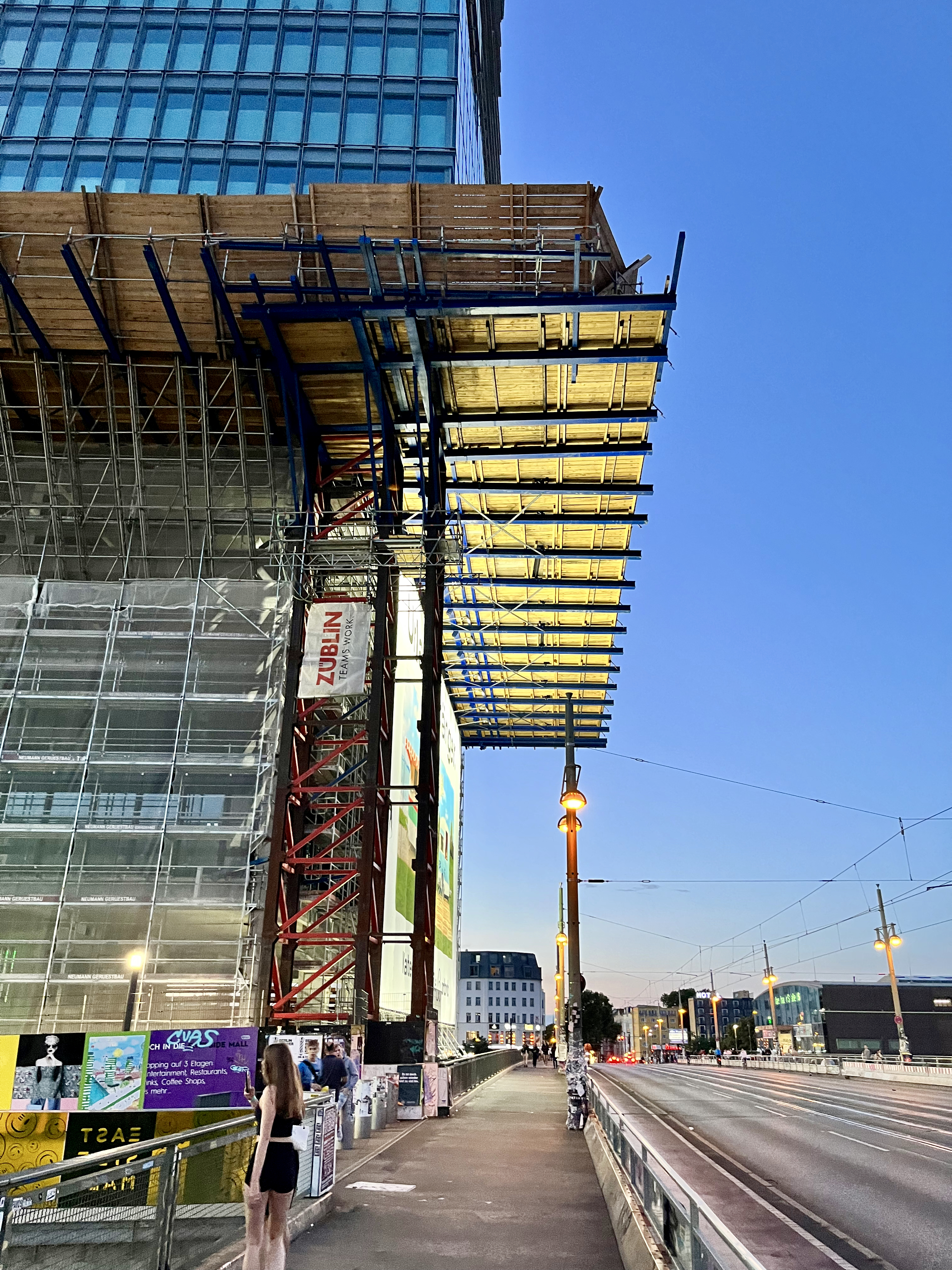
Baufortschritt im Juli 2022

Den Entwürfen ging ein Einladungswettbewerb an drei Architektenteams voraus, den das dänische Architekturbüro Bjarke Ingels Group gewann. Die Senatsvorgaben orientierten sich am gültigen Berliner Bebauungsplan aus dem Jahr 2004, der den Titel Rough & Wild trug und das Ziel verfolgte, den Einzelturm gut in die bereits vorhandene Bebauung der Umgebung einzupassen. Dies bezieht sich nicht nur auf die East Side Gallery, sondern auch auf die Allianz-Treptowers (Bebauungsplan V-3, Mark 1). Der Bebauungsplan erscheint damit im Zusammenhang mit der Entwicklung der Mediaspree, für die ab 2002 von Seiten des Senats ein neuer Flächennutzungsplan für das Gebiet vorlag.
Auf der Basis des Bebauungsplans lag ein Planungsrecht vor, zu dem im Verlauf des Jahres 2018 Gespräche mit dem Bezirk und dem Baukollegium stattfanden. Am 19. März 2019 wurde dann ein Bauantrag durch die Della S.à.r.l. (Luxembourg) eingereicht. Die Baugenehmigung wurde am 2. September 2019 durch das Bezirksamt Friedrichshain-Kreuzberg erteilt. Das Baukollegium der Senatsverwaltung hatte weitere Anpassungen des ersten Entwurfs gefordert, die zu einer Änderung am Sockelbereich sowie des Rhythmus’ der Stützen und Träger geführt hat. In einer Beratung des Baugremiums der Senatsbaudirektorin Regula Lüscher im September 2019 kam allerdings zum Ausdruck, dass die meisten Fachleute die vorgelegten Änderungen eher als „Kosmetik“ ansehen. Wegen der bereits erfolgten Genehmigung seien aber weitere Umplanungen kaum noch möglich. Diskussionen zur Entziehung des Baurechts im Oktober 2019 stellten sich als rechtlich aussichtslos heraus – die in der Berliner Hochhausleitline geforderte „besonders hohe städtebauliche und architektonische Qualität“ muss daher nicht angewendet werden.
Die Kosten des Neubaus werden auf rund 400 Millionen Euro geschätzt. Erster Bauherr des Projekts war der Projektentwickler Edge, ein Tochterunternehmen der holländischen OVG Real Estate.
Im Juli 2019 wurde die Baustelle vorbereitet und erste Container aufgestellt. Im Sommer 2019 wurde das Projekt an ein Joint Venture aus Allianz Real Estate und Universal-Investment verkauft. Im Februar 2020 wurde der erste Kran aufgestellt und das Fundament vorbereitet. Im Oktober 2020 wurde die Baugrube ausgehoben. Der Grundstein wurde im Januar 2021 gelegt. Am 12. Oktober 2022 wurde Richtfest gefeiert. Die Verglasung wurde im März 2023 fertiggestellt.
Die Fertigstellung und Eröffnung war für das Jahr 2023 geplant. Die Übergabe von Projektentwickler Edge an Pimco Prime Real Estate (ehemals: Allianz Real Estate) erfolgte im Januar 2024. Damit startete der Innenausbau.
Das Gebäude wurde im März 2025 offiziell eröffnet, im Anschluss soll dann sukzessive der Einzug der verschiedenen Mieter erfolgen, mit Amazon als Hauptmieter. Öffentlich zugänglich sein werden die geplante Gastronomie im Erdgeschoss und der obersten Etage, sowie eine Etage mit Büros für gemeinnützige Organisationen.
Die öffentliche Rentenversicherung Bayerische Versorgungskammer (BVK) ist der Endinvestor hinter dem EDGE East Side Towers.

## Standort und Beschreibung
Das Hochhaus entstand auf der Fläche westlich der Warschauer Straße an der Warschauer Brücke, direkt neben den Bahngleisen. Mit 36 Stockwerken bildet es einen Blickfang an dieser Stelle und zählt mit seiner Höhe von 142 m zu den höchsten Hochhäusern in Berlin und überragt sowohl das Zoofenster als auch das Upper West.
Die Bürofläche beträgt rund 65.000 m². Auf einer rechteckigen Grundfläche wurden neun rundum gerasterte Etagen errichtet. Darüber beginnt eine treppenartig ausgeführte Vorhangfassade, die sich auf die übrigen Stockwerke gleichmäßig verteilt (Stand: 2018). Anders als bei dem verwandten Gebäue The Spiral desselben Architekten bilden die treppenartigen Terrassen kein durchgehendes, spiralförmig hochlaufendes Band, sondern umlaufende Bänder, bei dem sich die jeweils gegenüberliegenden Ecken auf gleicher Höhe befinden. Entsprechend bildet das oberste Band mit dem Dach eine Hyperbolische Paraboloidschale. Neben den Büroflächen sind die ersten beiden Etagen öffentlich zugänglich und verfügen über Restaurants, Cafés und Veranstaltungsräume. Der Bauherr plante zudem eine Bar auf dem Dach des Turms. Die zuständige ZWP Ingenieur AG projektierte mit 142 m über 33 Etagen und einer Bruttogeschossfläche von insgesamt 80.500 m², von denen 28 an Amazon vermietet wurden.
Im Gebäude sind Doppelstockaufzüge von Kone verbaut.